# Erica mucronata
'Erica mucronata', vrsta cvjetnica iz porodice vrjesovki. Južnoafrički je endem na jugu provincije Western Cape

## Sinonimi
- Ericodes mucronatum (Andr.) Kuntze
- Eurylepis mucronata (Andr.) G. Don
- Lamprotis mucronata (Andr.) Steud.

## Vanjske poveznice
|  | Zajednički poslužitelj ima još gradiva o temi Erica mucronata |
|  | Wikivrste imaju podatke o taksonu Erica mucronata             |